# Seznam svatořečení a blahořečení papežem Lvem XIV.

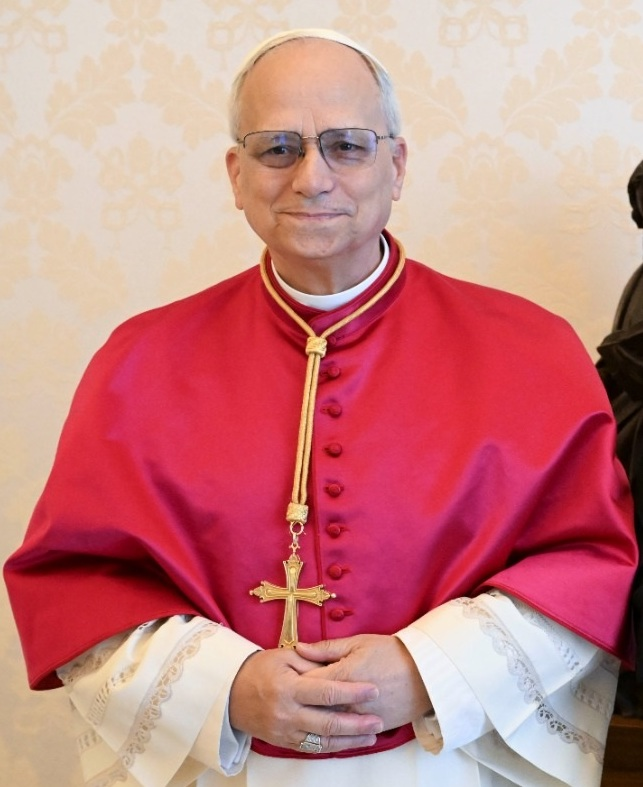
Papež Lev XIV. (2025)

Toto je seznam svatořečených a blahořečených osobností a také prohlášených za ctihodné papežem Lvem XIV.

## 2025

### Prohlášení za ctihodné
1. Mathew Makil – 22. 5.
2. Raffaele Mennella – 20. 6.
3. João Luiz Pozzobon – 20. 6.
4. Maria Olga Tambelli – 20. 6.
5. Anna Fulgida Bartolacelli – 20. 6.

### Blahořečení
1. Camille Costa de Beauregard – 17. 5. – katedrála Saint-François-de-Sales, Chambéry (Francie)
2. Stanisław Kostka Streich – 24. 5. – náměstí katedrály svatého Petra a Pavla, Poznaň (Polsko)
3. Maria Krzysztof Klomfass a 14 společnic – 31. 5. – amfiteátr Henryka Mrozińského, Braniewo (Polsko)
4. Floribert Bwana Chui bin Kositi – 15. 6. – bazilika svatého Pavla za hradbami, Řím (Itálie)
5. Lycarion May – 12. 7. – kostel Sant Francesc de Sales, Barcelona (Španělsko)

#### Plánované
1. Bódi Mária Magdolna – 6. 9. – Veszprém (Maďarsko)
2. Eduard Profittlich – 6. 9. – Vabaduse Väljak, Tallinn (Estonsko)
3. Petro Pavlo Oros – 27. 9. – (Ukrajina)
4. Carmine De Palma – 15. 11. – Bari (Itálie)
5. Manuel Izquierdo Izquierdo a 123 společníků – 13. 12. – Jaén (Španělsko)

### Svatořečení

#### Plánované
1. Pier Giorgio Frassati – 7. 9. – Svatopetrské náměstí (Vatikán)
2. Carlo Acutis – 7. 9. – Svatopetrské náměstí (Vatikán)
3. Ignatius Shoukrallah Maloyan – 19. 10. – Svatopetrské náměstí (Vatikán)
4. Peter To Rot – 19. 10. – Svatopetrské náměstí (Vatikán)
5. Vincenza Maria Poloni – 19. 10. – Svatopetrské náměstí (Vatikán)
6. Carmen Rendiles Martínez – 19. 10. – Svatopetrské náměstí (Vatikán)
7. Maria Troncatti – 19. 10. – Svatopetrské náměstí (Vatikán)
8. José Gregorio Hernández – 19. 10. – Svatopetrské náměstí (Vatikán)
9. Bartolo Longo – 19. 10. – Svatopetrské náměstí (Vatikán)

## 2026

### Blahořečení

#### Plánované
1. Phanxicô Xaviê Trương Bửu Diệp – 12. 3. – katedrála Nejsvětějšího Srdce Ježíšova, Cần Thơ (Vietnam)